# Glena mcdunnougharia
Glena mcdunnougharia là một loài bướm đêm trong họ Geometridae.